# Palos (sjö i Nyslott, Södra Savolax)
Palos är en sjö i kommunen Nyslott i landskapet Södra Savolax i Finland. Sjön ligger 105 meter över havet. Arean är 62 hektar och strandlinjen är 5,96 kilometer lång. Sjön  ingår i Vuoksens huvudavrinningsområde.   Den ligger omkring 89 kilometer öster om S:t Michel och omkring 270 kilometer nordöst om Helsingfors. 